# Malăk Poroveț, Razgrad
Malăk Poroveț (în bulgară Малък Поровец) este un sat în comuna Isperih, regiunea Razgrad,  Bulgaria. 

## Demografie
Componența etnică a satului Malăk Poroveț
     Bulgari (35,86%)
     Turci (58,96%)
     Nicio identificare (5,16%)
     Altele (0%)
La recensământul din 2011, populația satului Malăk Poroveț era de 329 locuitori. Din punct de vedere etnic, majoritatea locuitorilor (58,96%) erau turci, cu o minoritate de bulgari (35,86%). Pentru 5,16% din locuitori nu este cunoscută apartenența etnică.